# Trachyjulus calvus
Trachyjulus calvus är en mångfotingart som först beskrevs av Pocock 1893.  Trachyjulus calvus ingår i släktet Trachyjulus och familjen Cambalopsidae. Inga underarter finns listade i Catalogue of Life.